# Jake a Blake
Jake a Blake (ve španělském originále Jake & Blake) je argentinský komediální televizní seriál, vysílaný na Disney Channel v letech 2009–2010. Příběh se zaměřuje na jednovaječná dvojčata Jakea Valleyho a Blakea Hilla (v titulní dvojroli Benjamín Rojas), kteří byli od sebe při narození rozděleni. Po mnoha letech se znovu setkávají a vyměňují si své životy.

## Obsazení
- Benjamín Rojas jako Jake Valley a Blake Hill
- Sofía Reca jako Luz Fuentes
- Melanie Green jako Anita „Annie“ Linares
- Tomás Martínez jako Max Hill
- Ana Justo jako Kathy
- Victoria Maurette jako Miranda
- Pablo Drutman jako Buddy
- Fabio Aste jako Joaquín Patrick Fynk
- Marcelo Andino jako Lacalle
- Diego Child jako Bruno
- Matías Mayer jako Alan King
- Diego Leske jako pan King

## Seznam dílů

### První řada (2009–2010)
| Č. v seriálu | Č. v řadě | Původní název           | Český název                  | Premiéra v Argentině | Premiéra v ČR |
| ------------ | --------- | ----------------------- | ---------------------------- | -------------------- | ------------- |
| 1            | 1         | Como un Espejo          | Jako v zrcadle               | 7. prosince 2009     |               |
| 2            | 2         | Él y yo                 | On a já                      | 15. prosince 2009    |               |
| 3            | 3         | Ceniciento              | Popelák                      | 16. prosince 2009    |               |
| 4            | 4         | Famosos anónimos        | Slavní neznámí               | 17. prosince 2009    |               |
| 5            | 5         | Como pez en el agua     | Jako ryba ve vodě            | 18. prosince 2009    |               |
| 6            | 6         | Liberen a Kurt          | Uprchlík Kurt                | 22. prosince 2009    |               |
| 7            | 7         | Hermanos                | Bratři                       | 27. prosince 2009    |               |
| 8            | 8         | Intercolegial           | Meziškolní soutěž            | 17. prosince 2009    |               |
| 9            | 9         | Cosas de chicas         | Holčičí věci                 | 21. prosince 2009    |               |
| 10           | 10        | ¡¡Salven a la Granja!!  | Zachraňte farmu              | 22. prosince 2009    |               |
| 11           | 11        | Compromiso              | Závazek                      | 23. prosince 2009    |               |
| 12           | 12        | Celos                   | Žárlivost                    | 24. prosince 2009    |               |
| 13           | 13        | Pánico                  | Panika                       | 25. prosince 2009    |               |
| 14           | 14        | Lazos de familia        | Rodinná pouta                | 26. prosince 2009    |               |
| 15           | 15        | Ser el otro             | Jedno po druhém              | 27. prosince 2009    |               |
| 16           | 16        | Miente Sa               | Zdravý duch                  | 28. prosince 2009    |               |
| 17           | 17        | Cuestión de numeros     | Problémy s čísly             | 28. prosince 2009    |               |
| 18           | 18        | De Madres e Hijos       |                              | 29. prosince 2009    |               |
| 19           | 19        | Que Los Cumplas Feliz   | Všechno nejlepší             | 28. prosince 2009    |               |
| 20           | 20        | La Familia Perfecta     | Dokonalá rodina              | 30. prosince 2009    |               |
| 21           | 21        | ¿Yo... Soy Yo?          | Jsem já, já?                 | 3. ledna 2010        |               |
| 22           | 22        | Las Cosas Por Su Nombre | Pravda je nejlepší strategie | 4. ledna 2010        |               |
| 23           | 23        | Confesiones Confundidas | Zmatené přiznání             | 5. ledna 2010        |               |
| 24           | 24        | El Amor De Mi Vida      | Životní láska                | 6. ledna 2010        |               |
| 25           | 25        | Mejores Amigos          | Nejlepší přátelé             | 7. ledna 2010        |               |
| 26           | 26        | Volviendo a Ser Yo      | Zase sám sebou               | 10. ledna 2010       |               |

### Druhá řada (2010)
| Č. v seriálu | Č. v řadě | Původní název          | Český název | Premiéra v Argentině | Premiéra v ČR |
| ------------ | --------- | ---------------------- | ----------- | -------------------- | ------------- |
| 27           | 1         | Fynklandia             |             | 25. května 2010      |               |
| 28           | 2         | Sacarse las caretas    |             | 26. května 2010      |               |
| 29           | 3         | Talentosas             |             | 27. května 2010      |               |
| 30           | 4         | El blues del bungalow  |             | 28. května 2010      |               |
| 31           | 5         | La reconquista         |             | 29. května 2010      |               |
| 32           | 6         | El secreto de agustina |             | 1. června 2010       |               |
| 33           | 7         | Despistados            |             | 2. června 2010       |               |
| 34           | 8         | Clonados               |             | 3. června 2010       |               |
| 35           | 9         | Premia2                |             | 4. června 2010       |               |
| 36           | 10        | Buena imagen           |             | 5. června 2010       |               |
| 37           | 11        | Palabras mágicas       |             | 8. června 2010       |               |
| 38           | 12        | Nada nuevo bajo el sol |             | 9. června 2010       |               |
| 39           | 13        | Ayudantes              |             | 10. června 2010      |               |
| 40           | 14        | Injusticias varias     |             | 11. června 2010      |               |
| 41           | 15        | Hablar de más          |             | 12. června 2010      |               |
| 42           | 16        | Cariño de madre        |             | 15. června 2010      |               |
| 43           | 17        | Las Sushis             |             | 16. června 2010      |               |
| 44           | 18        | Los reyes del retro    |             | 17. června 2010      |               |
| 45           | 19        | Maldiciones            |             | 18. června 2010      |               |
| 46           | 20        | Triunfadores           |             | 21. června 2010      |               |
| 47           | 21        | Ojo por ojo            |             | 22. června 2010      |               |
| 48           | 22        | Cain y Abel            |             | 23. června 2010      |               |
| 49           | 23        | Hay Equipo             |             | 24. června 2010      |               |
| 50           | 24        | Jake y Blake           |             | 25. června 2010      |               |